# توماس لینچ جونیور
توماس لینچ جونیور (.Thomas Lynch Jr) (زادهٔ ۵ اوت ۱۷۴۹ – درگذشتهٔ ۱۷۷۹)، از بنیان‌گذاران ایالات متحده، نمایندهٔ کارولینای جنوبی و امضاءکنندهٔ اعلامیهٔ استقلال آمریکا بود. پدرش عضو کنگرهٔ قاره‌ای بود، اما به دلیل بیماری کناره‌گیری کرد و لینچ جونیور جای او را گرفت.

## اوایل زندگی

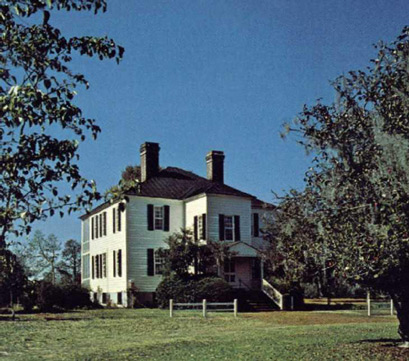
منزل محل زندگی توماس لینچ جونیور

لینچ جونیور در مزرعهٔ هاپسویی در پرینس جورج پریش، وینیا که امروزه جورج‌تاون، کارولینای جنوبی نامیده می‌شود، چشم به جهان گشود. او پسر توماس لینچ و همسرش، بورلی آلستون لینچ بود. لینچ جونیور دو خواهر به نام‌های سابینا و استر داشت که در سال‌های ۱۷۴۷ و ۱۷۴۸ به‌دنیا آمده بودند.
مادرش دختر گیلیم مارشال دیلیارد اهل آیبرویل پریش، لوئیزیانا و برادرش جورج ویلیام دیلیارد از ویرجینیا بود. مادرش در مجلس رقصی که در خانهٔ کودکی جان درایتون سنیور در مزرعه و بوستان ماگنولیا برگزار شد، به‌طور رسمی به جامعه معرفی گشت. خانواده‌های سرشناسی همچون خانوادهٔ میدلتون، راندولف و راتلج نیز در این مراسم حضور داشتند. مادر لینچ جونیور در سال ۱۷۵۵، دختری به نام ایمی کنستانس به‌دنیا آورد که بعدها با جان درایتون ازدواج کرد.
پدربزرگ لینچ، جوناس لینچ از اهالی شهرستان گالوی بود. خانوادهٔ لینچ پس از شکست در جنگ ویلیامیت در ایرلند از آنجا اخراج شدند. لینچ سنیور از کنت، انگلستان به کارولینای جنوبی مهاجرت کرد. لینچ سنیور فردی سرشناس در امور سیاسی کارولینای جنوبی بود که این موضوع فرصت‌های مناسبی را برای کسب ثروت و آموزش عالی در اختیار او قرار داد.
لینچ جونیور به مدرسهٔ انجمن نیلی در جورج‌تاون رفت و سپس والدینش او را به انگلستان فرستادند و در کالج ایتن و کالج گونویل و کیس در کمبریج به تحصیل پرداخت. او در مجموعهٔ میدل تمپل در لندن در رشتهٔ حقوق و فلسفهٔ سیاسی تحصیل کرد. پدرش آموزش‌های انگلیسی او را تحسین می‌کرد و او را ترغیب کرد تا برای آموزش حقوق و مبانی قانون اساسی بریتانیا در انگلستان بماند. لینچ جونیور پس از هشت سال دوری از آمریکا، در سال ۱۷۷۲ به کارولینای جنوبی بازگشت. توماس لینچ جونیور برخلاف آرزوی پدرش، تصمیم گرفت که به حرفهٔ خود در وکالت پایان دهد.
لینچ جونیور در ۱۴ مه ۱۷۷۲ با پیج شوبریک ازدواج کرد. آنها پس از ازدواج در مزرعهٔ درخت هلو که در مجاورت مزرعهٔ زادگاهش قرار داشت، ساکن شدند. او از کشاورزی لذت می‌برد و همچنان در گفتگوهای سیاسی در جامعهٔ خود شرکت می‌کرد.
پس از درگذشت پدرش بر اثر سکتهٔ مغزی، مادر بیوه‌اش با یکی دیگر از چهره‌های مهم سیاسی، فرماندار کارولینای جنوبی ویلیام مولتری ازدواج کرد. خواهرش سابینا هوپ لینچ با جیمز همیلتون ازدواج نمود که یکی از پسران‌شان به نام جیمز همیلتون جونیور در سال ۱۸۳۰ فرماندار ایالت کارولینای جنوبی شد.

## حرفه
لینچ در ۱۱ فوریه ۱۷۷۵ به عضویت کنگرهٔ ایالتی درآمد. این مجلس برای آماده‌سازی برنامهٔ حکومتی و نمایندگی مردم کارولینای جنوبی تشکیل شد. لینچ همراه با چارلز کوتسورث پینکنی، جان راتلج، چارلز پینکنی، هنری لورنز، کریستوفر گدزدن، رالینز لوندز، آرتور میدلتون، هنری میدلتون، توماس بی و توماس هیوارد جونیور در این کنگرهٔ ایالتی خدمت کرد. این گروه، اساسنامهٔ کارولینای جنوبی را تدوین اما بسیاری از افراد از جمله کنگرهٔ قاره‌ای با این سند مخالفت کردند. این سند به عنوان اساسنامهٔ موقت معرفی شد، زیرا بسیاری معتقد بودند که با بریتانیای کبیر مصالحه خواهد شد.
لینچ در ۱۲ ژوئن ۱۷۷۵، فرماندهٔ گروهان اولین هنگ کارولینای جنوبی و توسط کنگرهٔ ایالتی به این سمت گماشته شد. او پس از انتصاب، گروهی را جمع‌آوری و به سمت چارلزتاون، کارولینای جنوبی راهپیمایی کرد. لینچ در حین این راهپیمایی به شدت بیمار شد و از ادامهٔ مسیر بازماند. او پس از بهبودی نتوانست وظایف خود را انجام دهد. در دوران نقاهت‌اش، اخباری مبنی بر ضعف و رنجوری پدرش دریافت کرد. لینچ به امید اینکه بتواند، بیماری پدرش را کنترل کند، از افسر فرماندهٔ خود، سرهنگ کریستوفر گادسدن، درخواست سفر به فیلادلفیا را کرد. در ابتدا با درخواستش موافقت نشد، اما پس از دریافت خبر انتخابش در کنگرهٔ قاره‌ای، اجازهٔ سفر به او داده شد.
در ۲۳ مارس ۱۷۷۶، مجلس شورای ایالتی کارولینای جنوبی، لینچ را به عنوان ششمین نماینده به کنگرهٔ قاره‌ای معرفی کرد. لینچ جونیور اگرچه بیمار بود، اما برای امضاء اعلامیهٔ استقلال آمریکا به فیلادلفیا سفر کرد. توماس لینچ سنیور و توماس لینچ جونیور تنها پدر و پسری بودند که در کنگرهٔ قاره‌ای خدمت کردند. لینچ جونیور دومین نمایندهٔ جوان کنگرهٔ قاره‌ای بود و به دلیل بیماری پدرش، جانشین او شد. ادوارد راتلج، جوان‌ترین امضاءکنندهٔ اعلامیهٔ استقلال آمریکا، سه ماه از لینچ جوان‌تر بود.
کمتر از یک ماه پس از امضاء اعلامیهٔ استقلال آمریکا، لینچ در پیامی تهدیدآمیز که بیانگر منافع رأی دهندگانش بود، هشدار داد که کارولینای جنوبی از ایالات متحده جدا خواهد شد. «اگر این موضوع مطرح شود که آیا بردگان‌شان جزء دارایی‌های‌شان هستند، این پایان کار کنفدراسیون خواهد بود».
پس از امضاء اعلامیهٔ استقلال، توماس لینچ ناخوش احوال به همراه پدر بیمارش راهی خانه شد. پدرش در مسیر کارولینای جنوبی، برای بار دوم دچار سکته شد و در دسامبر ۱۷۷۶ در آناپولیس، مریلند درگذشت. توماس لینچ جونیور در اوایل سال ۱۷۷۷ بازنشسته شد.

## وفات
لینچ پس از دو سال بیماری و در حالی که با همسرش در کارولینای جنوبی و در مزرعهٔ درخت هلو در رودخانهٔ سانتی زندگی می‌کرد، به پیشنهاد دیگران تصمیم گرفت که برای تغییر آب و هوا به اروپا سفر کند. در اواخر سال ۱۷۷۹، او و همسرش برای استراحت با کشتی به سنت اوستاتیوس در هند غربی رفتند. مشخص شد که کمی بعد، کشتی ناپدید گشته و این آخرین گزارش از زندگی لینچ بود؛ او و همسرش در سال ۱۷۷۹ در دریا گم شدند. لینچ جوان‌ترین امضاءکنندهٔ اعلامیهٔ استقلال آمریکا در ۳۰ سالگی درگذشت.
لینچ پیش از مرگش، وصیتی تنظیم کرده بود که وارثان زن در خانواده‌اش را ملزم می‌کرد که برای به ارث بردن اموال خانوادگی او، باید نام خانوادگی‌شان را به لینچ تغییر می‌دادند. خواهرش، سابینا با تغییر نام خود پاسخ مثبت داد. سابینا و همسرش تا زمانی که پسرشان به سن قانونی برسد، مالک و مدیر مزرعهٔ درخت هلو بودند. پسرشان، جان بومن لینچ و همسرش صاحب سه فرزند پسر بودند. هنری سی. لینچ در سال ۱۸۴۳ (زادهٔ ۱۸۲۸ - درگذشتهٔ ۱۸۴۳) درگذشت. توماس بی. لینچ در جنگ داخلی آمریکا درگذشت (زادهٔ ۱۸۲۱ – درگذشتهٔ ۱۸۶۴). جیمز (N.M.) لینچ در سال ۱۸۸۷ (زادهٔ ۱۸۲۲ - درگذشتهٔ ۱۸۸۷) درگذشت. پس از مرگ سابینا، طبق وصیت‌نامهٔ لینچ مبنی بر باقی ماندن املاک در خانواده، این املاک به کوچکترین خواهر لینچ، ایمی کنستانس دیلیارد درایتون رسید.